# Kathryn Hartman
Kathryn Hartman (* im 20. Jahrhundert) ist eine australische Schauspielerin.

## Leben und Karriere
Hartman studierte am National Institute of Dramatic Art in Sydney und graduierte 1996 mit einem Abschluss in Darstellender Kunst.
Hartman hatte Rollen in Fernsehserien wie beispielsweise All Saints, McLeods Töchter als Sally Clements (Nebenrolle) oder Home and Away.  

## Filmografie (Auswahl)
- 1998: Wildside (Fernsehserie, Episode 1x23)
- 2000: Water Rats – Die Hafencops (Water Rats, Fernsehserie, Episoden 5x03–5x04)
- 2000: The Monkey’s Mask
- 2000: In Sachen Mord (Murder Call, Fernsehserie, Episode 3x20)
- 2000–2009: All Saints (Fernsehserie, 6 Episoden)
- 2002–2006: McLeods Töchter (McLeod’s Daughters, Fernsehserie, 23 Episoden)
- 2002, 2013: Home and Away (Fernsehserie, 3 Episoden)